# Église Saint-Priest de Satillieu
 (mars 2018).
L'église Saint-Priest est érigée dans la commune de Satillieu, département de l'Ardèche en région Auvergne-Rhône-Alpes. Son architecture est de style néoroman. L'édifice est situé au cœur du chef-lieu de la commune. Les plans sont l’œuvre de l’abbé Treillat, architecte diocésain.

## Historique
Les documents cités dans la bibliographie de l'article permettent d'établir la chronologie suivante : 
- XVe siècle : Attestation de l’existence d’une église à Satillieu. À cette époque, l’ensemble des paroisses vivaroises situées au nord du Doux relèvent de l’archidiocèse de Vienne (Isère).
- 1789 : Révolution…
- 1793 : Fermeture de l’église au culte ?
- 1802 : Réouverture officielle au culte : l’église demeure paroissiale dans le cadre de la mise en place de l’organisation temporelle concordataire.
- 1832 : Constitution du cadastre « napoléonien » de Satillieu. L’église d’alors apparaît sur le plan. Ce bâtiment existe toujours. Il deviendra durant une centaine d'années un hospice tenu par les religieuses de Saint-Joseph et demeure aujourd'hui un bâtiment paroissial.
- 1842 : Visite pastorale de Mgr Joseph Hippolyte Guibert, évêque de Viviers. L’église apparaissant sur le cadastre « napoléonien » est en mauvais état et trop exiguë pour accueillir l’ensemble des fidèles. Régulièrement 150 à 200 personnes participent aux offices depuis le parvis…
- 1851 : 
  - Décision de procéder à la reconstruction de l’église du village sur un autre emplacement :  une partie de la cour et l’aile nord du château (8 mai).
  - Bénédiction et pose de la première pierre (2 juillet).
- 1854 : Achèvement des travaux dont le coût est passé de 24 000 à 42 000 francs de l’époque, bénédiction de l’édifice et de la statue Notre-Dame de Victoires (15 août).
- 1859 : Achèvement de la flèche du clocher.
- 1863 : Bénédiction et mise en place de trois cloches.
- 1874 - 1875 : Installation d’un système de chauffage par calorifère à air chaud pour 6 000 francs de l’époque.
- 1891 : Début de travaux d’agrandissement et d’embellissement… Acquisition de l’orgue.
- 1894 : Consécration de l’édifice [1] par Mgr Joseph-Michel-Frédéric Bonnet, évêque de Viviers dans le cadre de sa tournée pastorale en Haut-Vivarais (18 avril).
- 1898 : Fin des travaux. Prévus pour 32 000 francs, ils ont coûté 106 000 francs de l’époque.

- 1906 : Inventaire de l’église dans le cadre de la Loi de séparation des Églises et de l'État. L'opération, prévue le 23 janvier, est reportée cinq fois jusqu’au 5 mars. Le 6 mars : enfoncement de la porte latérale et de la sacristie, l’inventaire se déroule rapidement. Dehors il y a 600 manifestants hostiles. Une Satillienne déterminée « caressa avec sa chaussure » le représentant de l’État. Elle fut condamnée à trois semaines de prison.
- Années 1940 : Redécoration du chœur, exhaussement de la flèche du clocher et installation d’une horloge électrique à 4 cadrans.
- Années 1960 : Installation de bancs, électrification de la sonnerie des cloches et sonorisation de l’édifice.
- Années 1970 : Rénovation de l’intérieur avec notamment une organisation complète du chœur. Reprise de la toiture du clocher
- 1992 : La foudre tombe sur le pignon de l’église et occasionne de gros dégâts matériels (1er août). Il s’ensuit une campagne de remise en état de l’édifice.
- 1993 : Mise en place de la « croix de peste » (mars).
- 1994 : La paroisse de Satillieu, les autres paroisses catholiques du canton de Satillieu et celle de Lafarre forment l’« Ensemble Inter Paroissial de Satillieu ».
- 2003 : 
  - Création de la paroisse « Saint-François Régis des vals d’Ay et de la Daronne », par fusion des paroisses catholiques situées sur les territoires des cantons de Satillieu et de Saint-Félicien à l’exception d’Arlebosc (1er janvier) [2].
  - L’église accueille la célébration d’inauguration de la paroisse nouvelle (28 septembre).

## Description générale

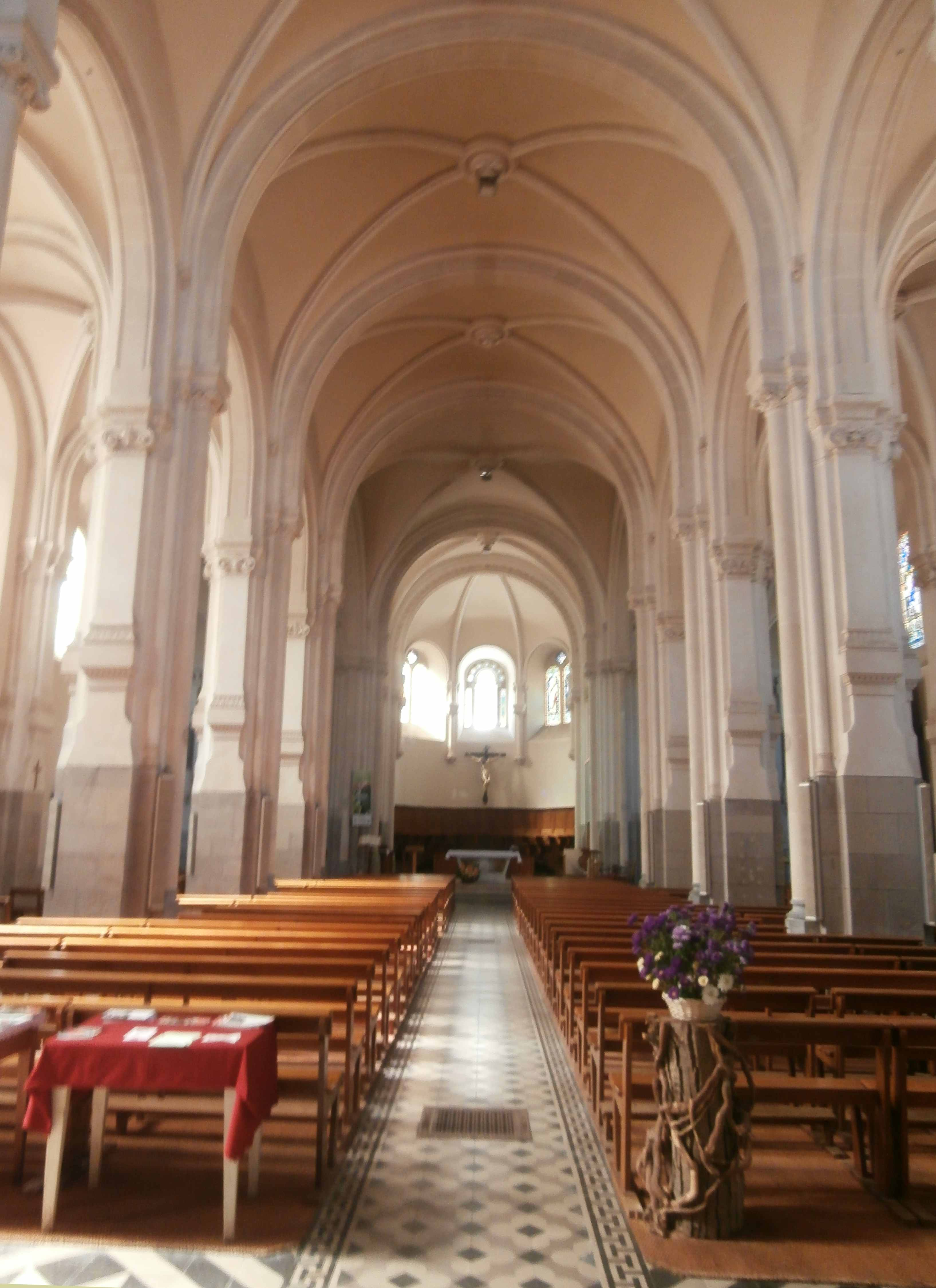
Intérieur

Composée d’un clocher construit dans le prolongement d’un bras du transept, l’église est à trois nef voûtées. Son plan est en forme d’une croix latine . Les agrandissements et embellissements de la fin du XIXe siècle sont signés de l’Annonéen Théodore Joly. Élève de Pierre Bossan, concepteur de la Basilique Saint-Régis de Lalouvesc, Joly a donné à l’intérieur un air de ressemblance avec la basilique de Lalouvesc et la chapelle de l'actuel Lycée Saint-Denis d'Annonay, une autre de ses réalisations.
L’église présente les caractéristiques suivantes : longueur totale 44 m, largeur totale 17 m ; hauteur maximale des voûtes : 15 m. Le chœur mesure 12 m de long pour une largeur de 8,50 m. La nef mesure 17 m de long pour 8,50 m de large. L’édifice possède 22 fenêtres et 5 rosaces.

## Vocable
Saint Priest est le patron de cette église.

## Visite de l'édifice

### Le sanctuaire

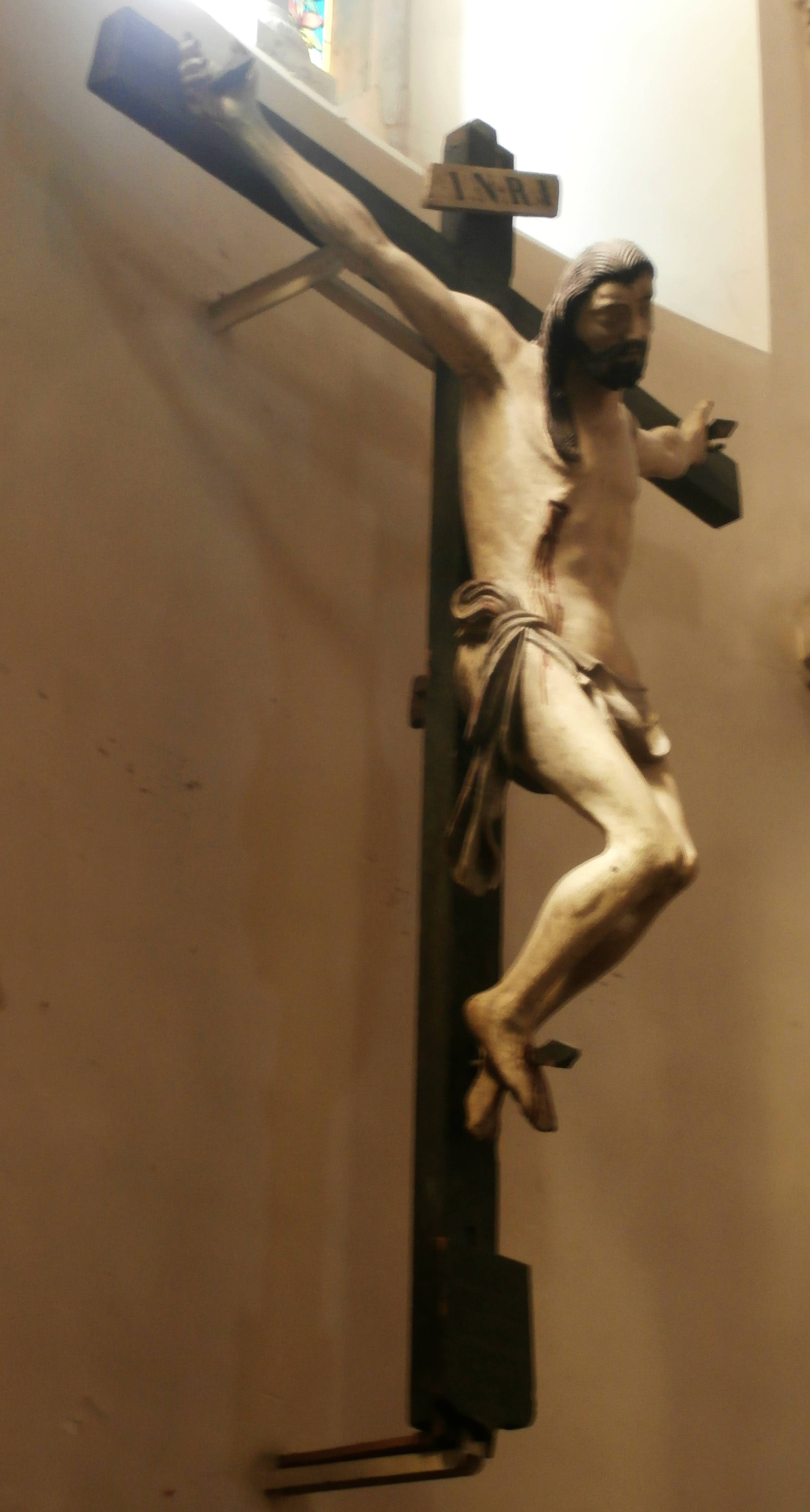
Christ en croix

Plusieurs éléments aux fonctions liturgiques précises :
- le Christ en croix, classé parmi les monuments historiques au titre d'objet le 19 juillet 1968 [4].
- le siège de présidence,
- l’ambon,
- l’autel,

contemporains car placés à l’issue du Concile Vatican II (deuxième partie du XXe siècle), l’ambon a des lignes épurées, l’autel majeur a été constitué à partir des éléments de l’ancien maitre-autel. Ces deux éléments permettent la célébration « face au peuple ».
- le tabernacle placé au sein de l’autel de la Vierge.

### Vitraux
Dans le chœur, des vitraux représentent des portraits en pied de saints et des armoiries : 
- Saint Andéol, Saint Priest, évêque, patron de l’église et les armoiries de Mgr Joseph-Michel-Frédéric Bonnet, évêque de Viviers ,
- Saint Paul, Saint Louis de Gonzague et les armes du pape Léon XIII (NB : Léon XIII était souverain pontife à l’époque de la consécration de l’église).

Les verrières des bas-côtés représentent La vie de la Vierge Marie et les grandes fêtes mariales.
Certaines verrières évoquent des personnalités comme Esprit Andéol de Lavalette (1802 - 1873), curé-archiprêtre bâtisseur de l'église et son successeur et neveu le chanoine Louis de Saléon (1832 - 1899) curé-archiprêtre agrandisseur et décorateur de l'église en mission lors de sa consécration.
Enfin les armoiries représentées sur les verrières de la façade principale sont celles de Mgr Marie Joseph Albert Battandier. Qui était-il ? Né le 11 avril 1850 à Saint-Félicien (Ardèche), il a été ordonné prêtre le 22 mai 1875. Etudiant à Rome il y devient docteur en théologie et en droit canon. Protonotaire apostolique et vicaire général du cardinal Jean-Baptiste-François Pitra, il est le créateur de l'Annuaire pontifical catholique. Il meurt le 23 mai 1921.

### Sculptures

#### Autels
Dans les bras du transept se trouvent six autels sculptés avec leur retable comme :
- L’autel de la Vierge,
- L’autel du Sacré Cœur,
- L’autel de saint Jean-François Régis,
- L’autel de saint Joseph.

#### Statues
Plusieurs statues ou groupes sculptés décorent l'église dont : 
- Pietà, XVIIe siècle, classée parmi les monuments historiques au titre d'objet le 19 juillet 1968 [5]. Elle provient d’une chapelle annexe de l’ancienne église et serait l’œuvre d’un berger des environs. Elle est encadrée par deux statues d’anges qui portent la date de 1494.
- Notre-Dame des Victoires : cette « Vierge à l’Enfant » recouverte d’une feuille d’or fut bénite le 15 août 1854. Elle pourrait provenir de l’ancienne église. En 1893, elle fut installée à son emplacement actuel : une niche aménagée dans le mur surplombant le chœur. Elle rappelle une consécration ancienne de Satillieu à la Vierge sous le vocable de « Marie refuge des pécheurs » et perpétue le souvenir de la préservation de la mort de deux ouvriers. Malgré une chute d’environ 14 m lorsque s’écroula le grand arceau qui se trouve au-dessus de la statue, on les retrouva vivant sous les décombres estimés à 20 tonnes. Quinze jours après ils reprenaient leur travail.

À cela d’ajoutent : 
- Vierge à l'Enfant,
- Sainte Marie,
- Sacré-Cœur,
- Saint Jean-François Régis,
- Sainte Thérèse de l’Enfant-Jésus

Certaines datent soit du XIXe siècle, soit de la première moitié du XXe siècle :

#### Chemin de croix
Le Chemin de Croix rappelle différents épisodes en quatorze stations du premier vendredi saint : la Passion du Christ. Il date de la deuxième moitié du XXe siècle.

#### Autres éléments sculptés
Citons encore : 
- La croix de « peste »  : une croix à personnages datant de 1526, classée monuments historiques le 24 novembre 1954. L’originale est installée à l’église et une copie se dresse dans le village à l’intersection de la route de Saint-Félicien.
- Les fonts baptismaux, décorés par un bas-relief représentant Le baptême du Christ. Trois versets sont également gravés : 
  - « Hic est Filius meus dilectus, in quo mihi bene complacui; Celui-ci est mon Fils bien-aimé, en qui je trouve ma joie. » (Matthieu 17, 5)
  - « Nisi quis renatus fuerit ex aqua et Spiritus sancto non potest introire in regnum Dei ; Personne, à moins de naître de l’eau et de l’Esprit, ne peut entrer dans le royaume de Dieu. » (Jean 3,5)
  - « Euntes ergo docete omnes gentes baptizantes eos in nomine Patris et Filii et Spiritus Sancti, Allez ! De toutes les nations faites des disciples : baptisez-les au nom du Père, et du Fils, et du Saint-Esprit, » (Matthieu 28, 19).
- Le monument aux morts commémorant le sacrifice de paroissiens entre 1914 et 1918.

### Tableau
Contre un mur, se trouve : Vue intérieure de l'église de Saint-Priest , une huile sur toile qui représente la consécration de l'édifice. Elle porte comme signature et date : Bertozzi. 18 avril 1894. Elle est inscrite parmi les monuments historiques au titre d'objet le 10 octobre 2001 .

### Orgues
L’orgue a été construit par Joseph Merklin (1819-1905) en 1868 (Joseph Merklin est l’auteur notamment de l’orgue de l'église Saint-François d'Annonay). 
Placé sur une tribune au-dessus du portail, il provient de la chapelle du Collège des pères basiliens d’Annonay, c’est-à-dire la chapelle des Cordeliers (devenue aujourd’hui le théâtre dit des Cordeliers). Entre les années qui ont suivi le transfert de cet établissement dans ses bâtiments actuels dit du Sacré-Cœur et l'aménagement de la chapelle des Cordeliers en théâtre, l’orgue a dû être démonté et vendu à la paroisse de Satillieu. En 1891, il est reconstruit. Lors de son transfert, y a-t-il eu modification des jeux ? 
En 1981, le facteur d'orgue Micolle de Lyon a ajouté à cet instrument un plein jeu au grand orgue. Sa transmission est mécanique et la console est retournée. Il est actuellement régulièrement accordé et entretenu par un organier qui est indemnisé pour cela par la municipalité de Satillieu. Cet instrument est non classé au titre d’objet comme Monument historique. Il a fait l’objet d’une restauration au début des années 2000 .

### Cloches
Plusieurs cloches assurent ici les sonneries civiles (heures) et religieuses. La base Palissy en recense une inscrite parmi les monuments historiques au titre d'objet le 2 mars 1943. Elle aurait été fondue en 1540 .

### Galerie

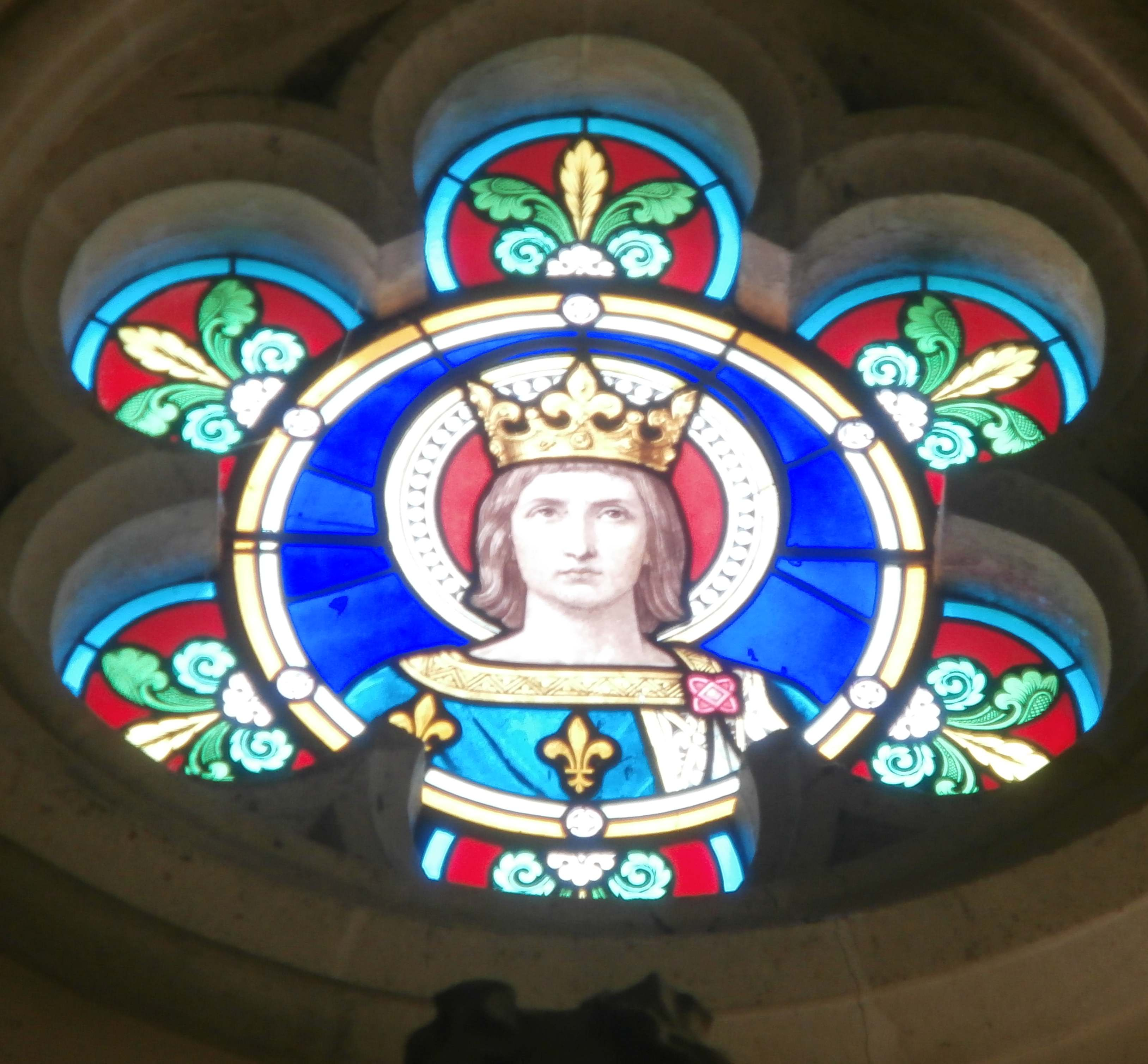
Détail d'un vitrail : Portrait de Saint Louis.
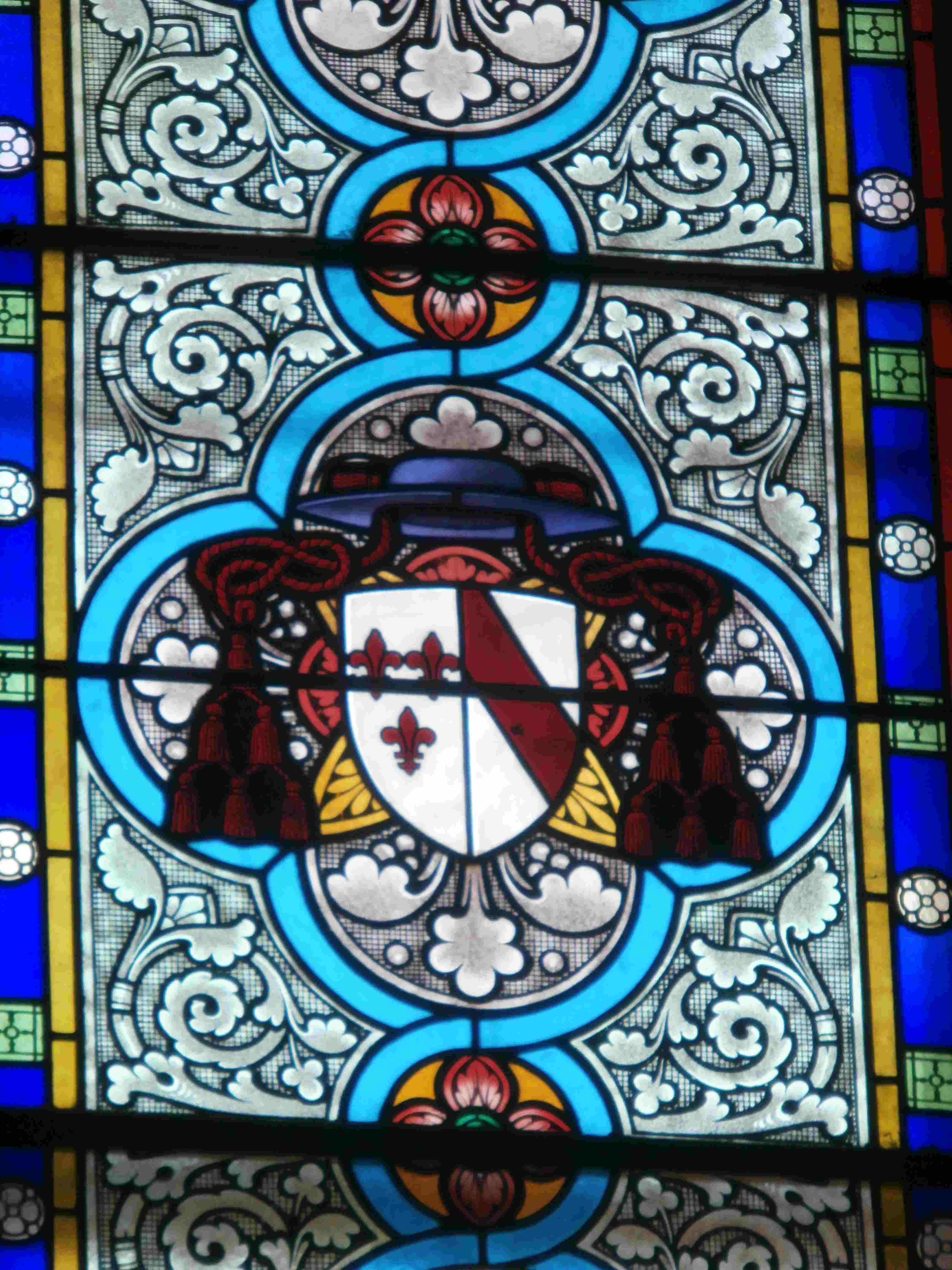
Détail d'un vitrail : armoiries de Mgr Albert Battandier, pro notaire apostolique.
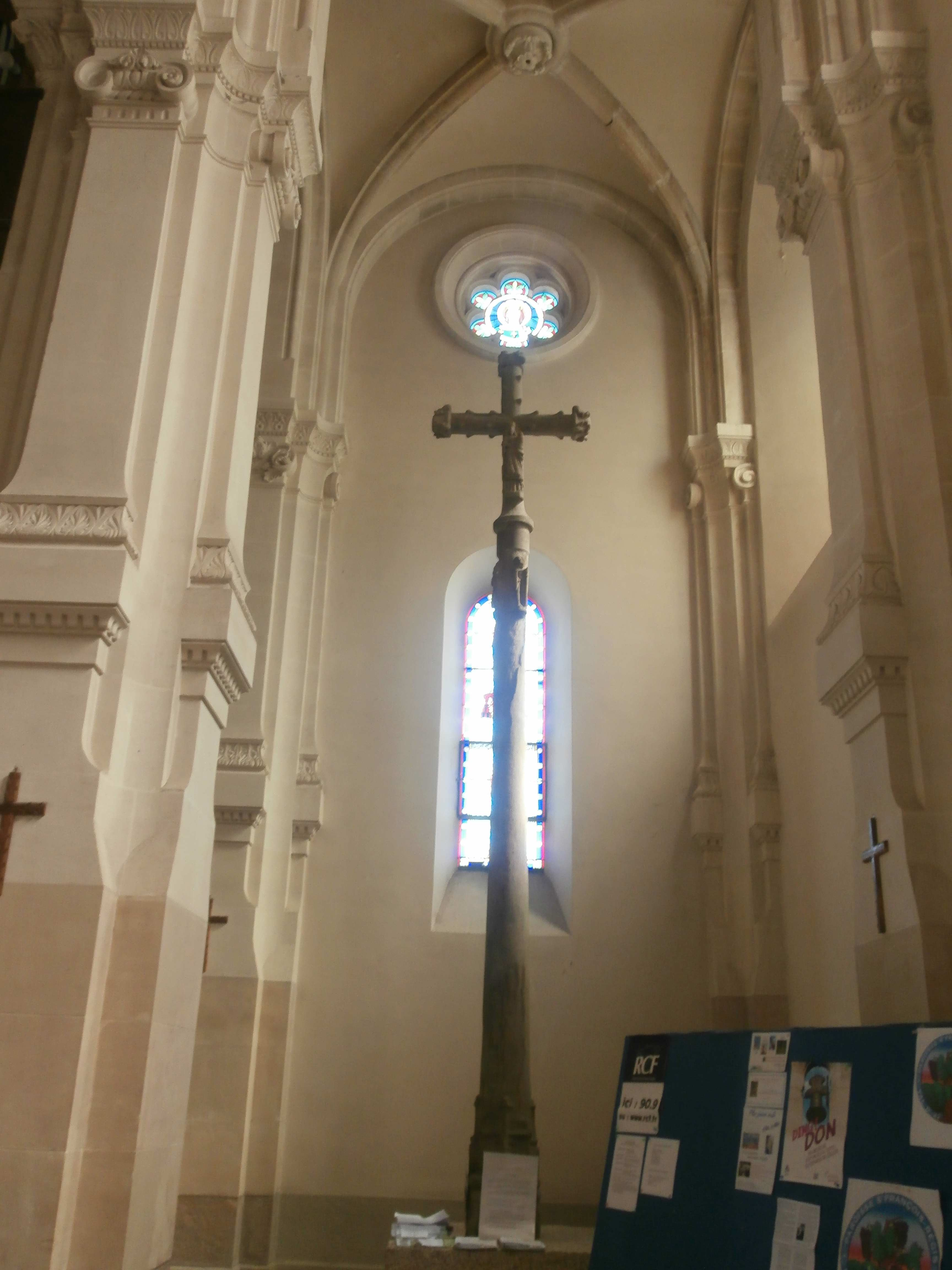
Croix de peste de 1526.
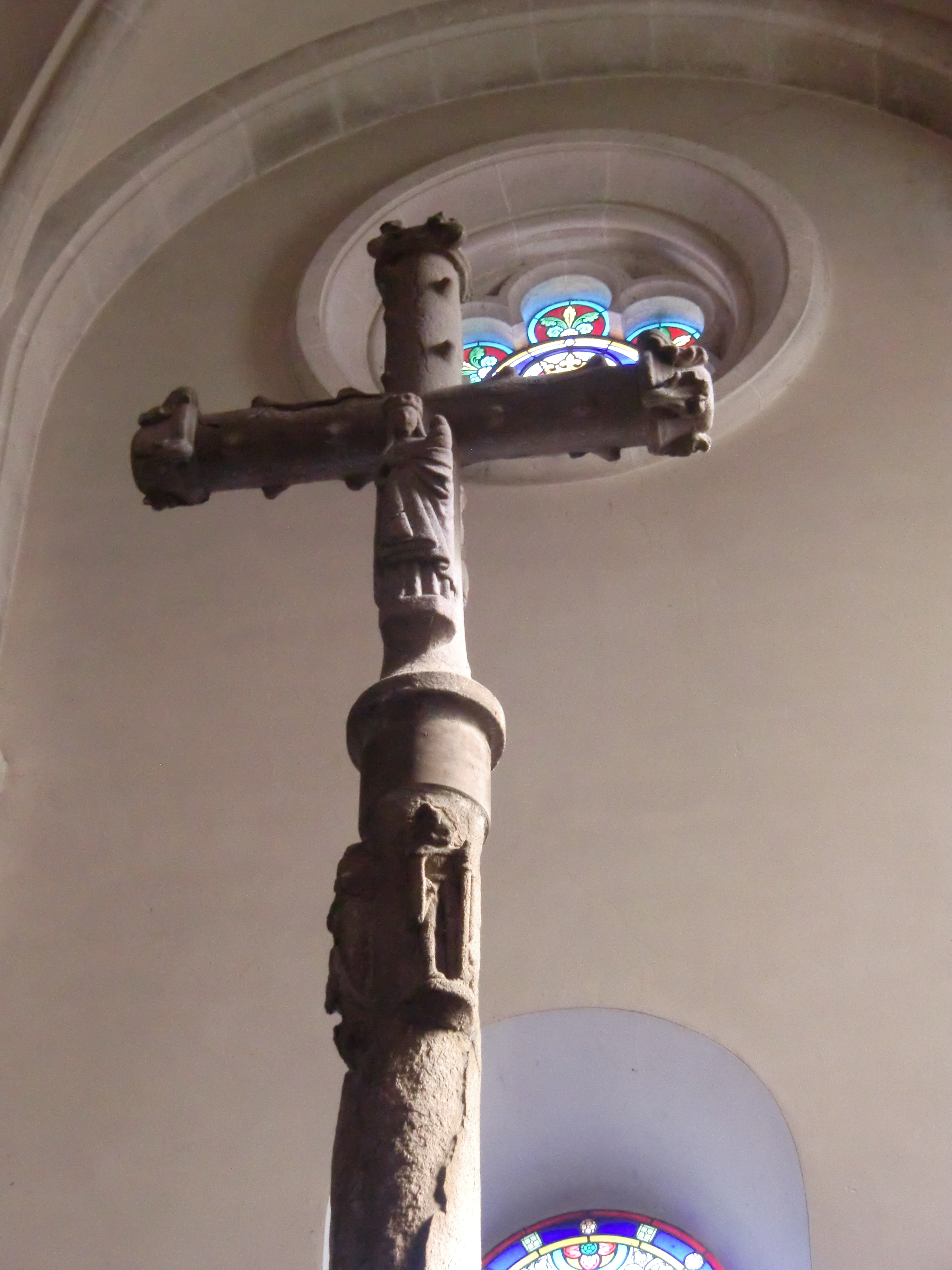
Croix de peste de 1526.
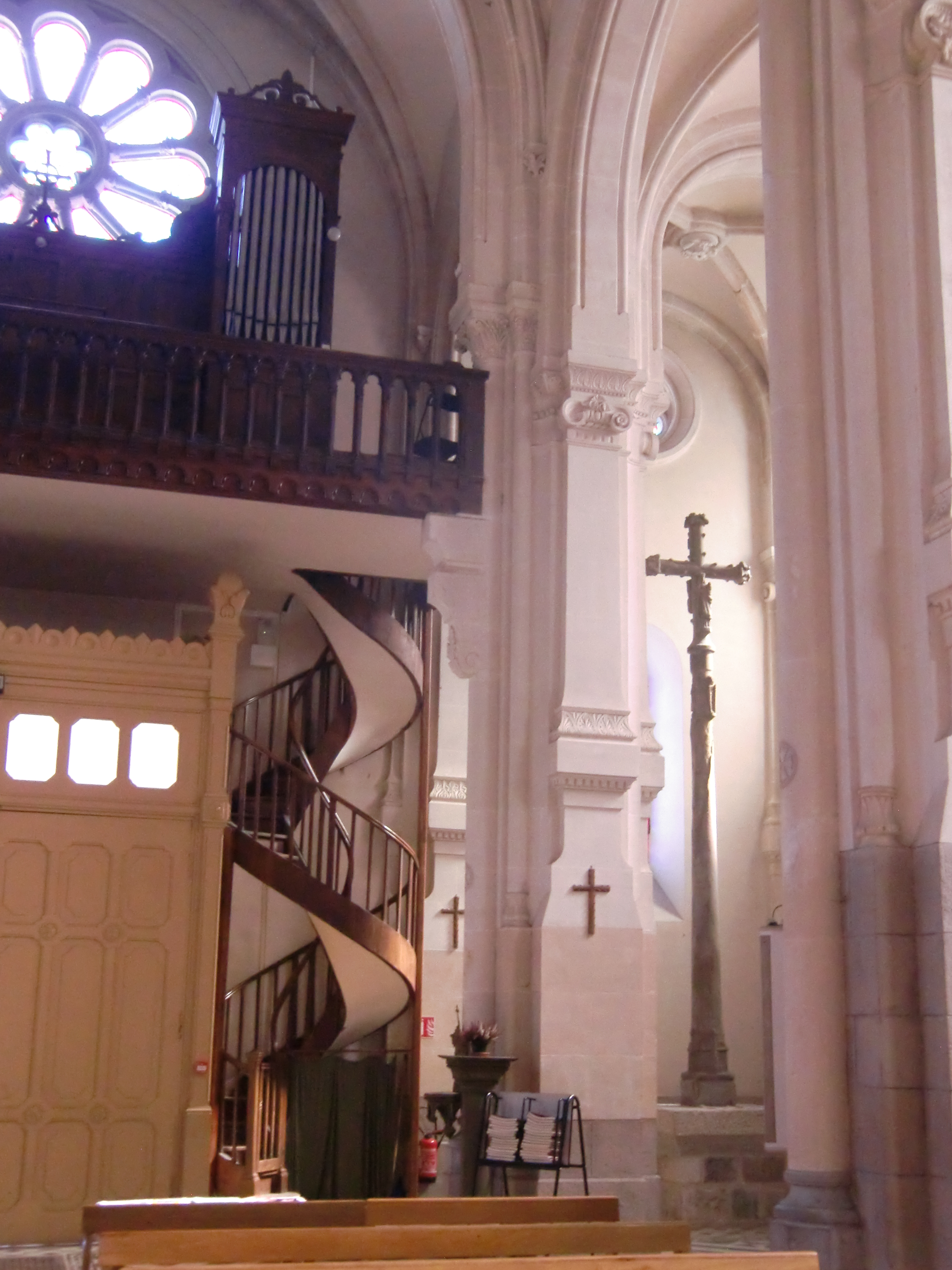
Orgue, tambour et croix de peste de 1526.
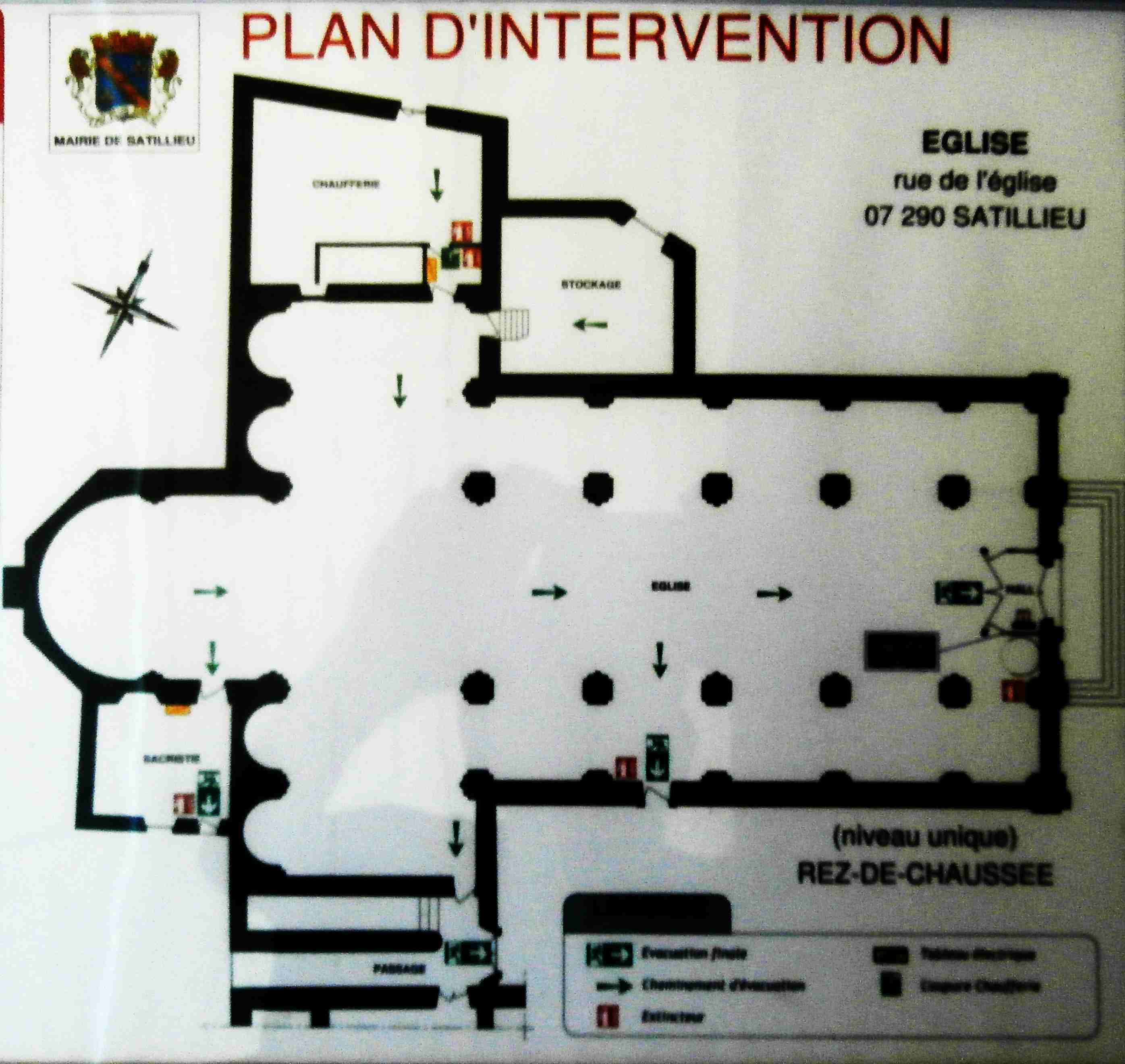
Plan de l'église.

## Chronologie des curés

### ? – 1994
Un curé, aidé parfois de vicaires, a la charge de la paroisse dont le territoire correspond approximativement à celui de la commune. Parmi eux se trouvent le chanoine Louis de Saléon, curé jusqu'en 1898. Né le 24 mai 1832 à Le Cheylard, il était le fils de Julien de Saléon, avocat et de Lucile de Lavalette. Nommé aumônier de la communauté locale des Sœurs de Saint Joseph, il décède le 1er février 1899 à Satillieu. Ses funérailles présidées par le P. Jacquemet, vicaire général du diocèse de Viviers ont eu lieu dans l'église en présence de 40 prêtres et d'une foule de fidèles.

### 1994 – 2003
Une équipe presbytérale dont les membres sont « curés in solidum » (responsables solidairement) a la charge de l’ensemble des paroisses catholiques du canton de Satillieu et de celle de Lafarre (Ensemble Inter Paroissial de Satillieu).

### Depuis 2003
Avec la création de la paroisse Saint-François Régis (Ay, Daronne) dont le territoire comprend les cantons de Satillieu et de Saint-Félicien à l’exception d’Arlebosc,  soit les vallées de l’Ay et de la Daronne, une Équipe d’Animation Pastorale (E.A.P.) composée de laïcs en mission et de prêtres nommés « curés in solidum » a la charge de la paroisse nouvelle.